# (6041) Juterkilian
(6041) Juterkilian es un asteroide perteneciente a asteroides que cruzan la órbita de Marte descubierto el 21 de mayo de 1990 por Eleanor F. Helin desde el Observatorio del Monte Palomar, Estados Unidos.

## Designación y nombre
Designado provisionalmente como 1990 KL. Fue nombrado Juterkilian en homenaje a Klas Juter, arquitecto sueco y fotógrafo de arquitectura internacional, y su esposa, Danuta Kilian, diseñadora y artista polaca. Así como este planeta menor es un viajero celestial, son viajeros entre continentes.

## Características orbitales
Juterkilian está situado a una distancia media del Sol de 2,445 ua, pudiendo alejarse hasta 3,240 ua y acercarse hasta 1,651 ua. Su excentricidad es 0,324 y la inclinación orbital 9,903 grados. Emplea 1397,13 días en completar una órbita alrededor del Sol.

## Características físicas
La magnitud absoluta de Juterkilian es 14,3.